# Andrea Celesti
Andrea Celesti (Venezia, 1637 – Toscolano, 1712) è stato un pittore italiano.

## Biografia
Nato a Venezia nel 1637, secondo lo storico d'arte l'istriano Italo Sennio era figlio di Stefano Celesti, Andrea fu allievo di Matteo Ponzone  e successivamente di Sebastiano Mazzoni.
È autore del Ritratto del doge Nicolò Sagredo, realizzato per la Sala dello Scrutinio di Palazzo Ducale nel 1676. Pochi anni dopo fu insignito dal doge Alvise Contarini del titolo di cavaliere. Nei primi anni Ottanta fu tra gli autori delle decorazioni della chiesa di San Zaccaria sempre a Venezia; nel 1684 dipinge La glorificazione del podestà Giovanni Giustiniani nella Chiesa dei Santi Francesco e Giustina a Rovigo. Nel 1687 divenne Priore del Collegio dei pittori veneziani. Nel 1688 si trasferisce a Brescia e qualche mese dopo si sposa a Toscolano (BS). Nell'ultimo decennio del secolo dipinge numerose opere sulla riviera bresciana del lago di Garda (Desenzano, Salò, Toscolano, Gardone Riviera, Tignale). Dopo il ritorno a Venezia, dove nel 1700 apre una bottega, si iscrive alla Fraglia dei pittori veneziani nel 1708. Muore nel 1712.
Per la parrocchiale di Verolanuova verso il 1703 realizza, su commissione dei conti Gambara, la pala dell'altare maggiore raffigurante il Martirio di san Lorenzo, santo al quale è dedicata la chiesa.
Per la stessa chiesa gli verranno commissionate, attorno al 1708, altre due grandissime tele per la cappella del Rosario.
I temi affrontati dal pittore sono "la natività di Maria" e "l'Assunzione della Vergine".
In questi tre dipinti è ben riconoscibile lo stile caratteristico del pittore, che immerge la scena in una lieve tenebrosità, arricchendola però con forti accenti luminosi.
Successivamente anche la confraternita del SS. Sacramento di Verolanuova decise di commissionare ad Andrea Celesti due grandi tele per la relativa cappella, completando così un progetto pittorico di notevoli dimensioni, ma la morte del pittore rese inattuabile il programma. 
La scelta cadde allora su Giambattista Tiepolo, che completò i due teleri verso il 1740.
Fu un pittore originale, grazie alla sua abilità di fondere stili e derivazioni varie, che gli consentì di oscillare tra la pittura dei tenebrosi e la luminosità veronesiana. Al perfezionismo e alla abbondanza decorativa predilesse l'espressione di delicatezze sensorie.

## Galleria d'immagini

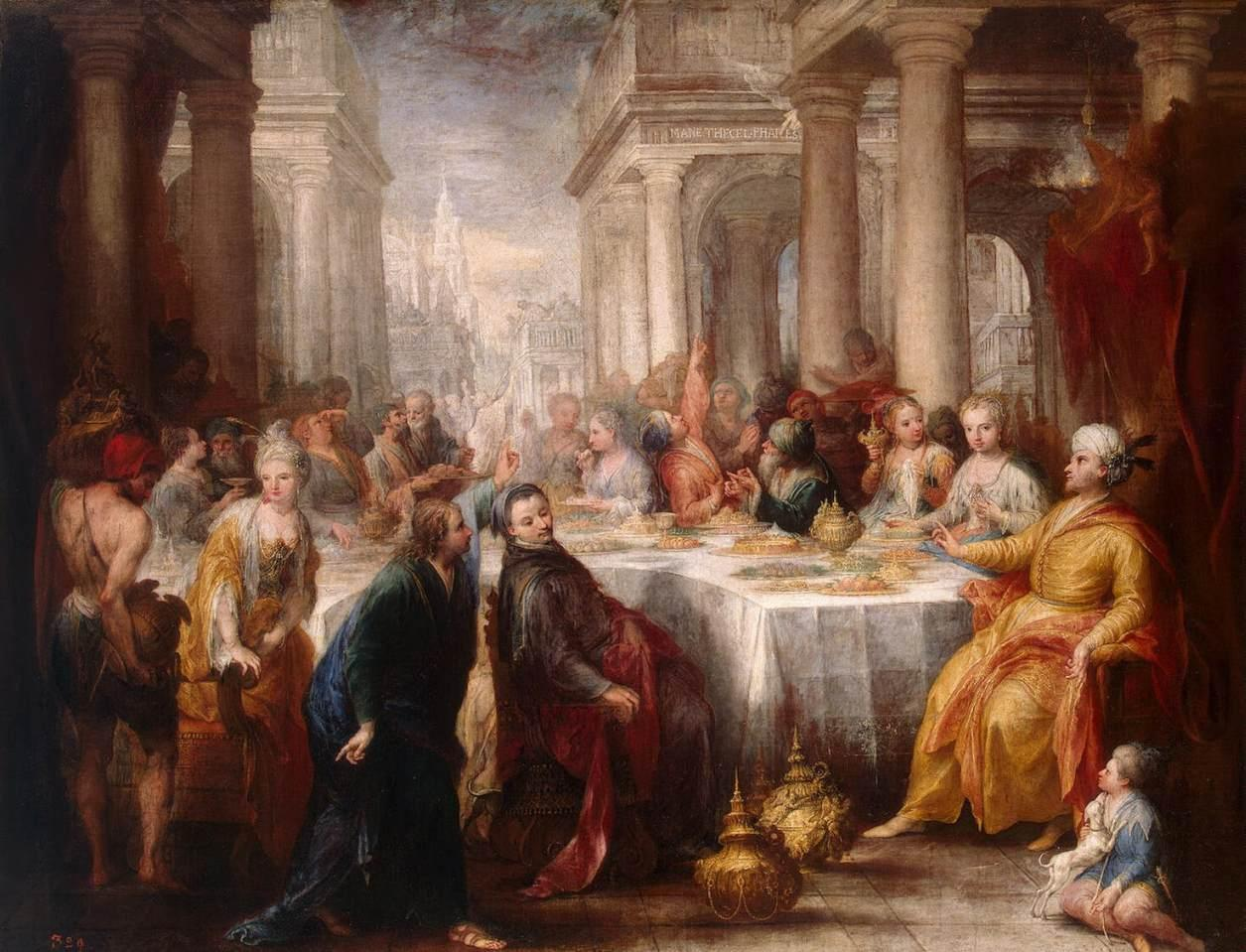
Festa di Baltasar 1705, Ermitage
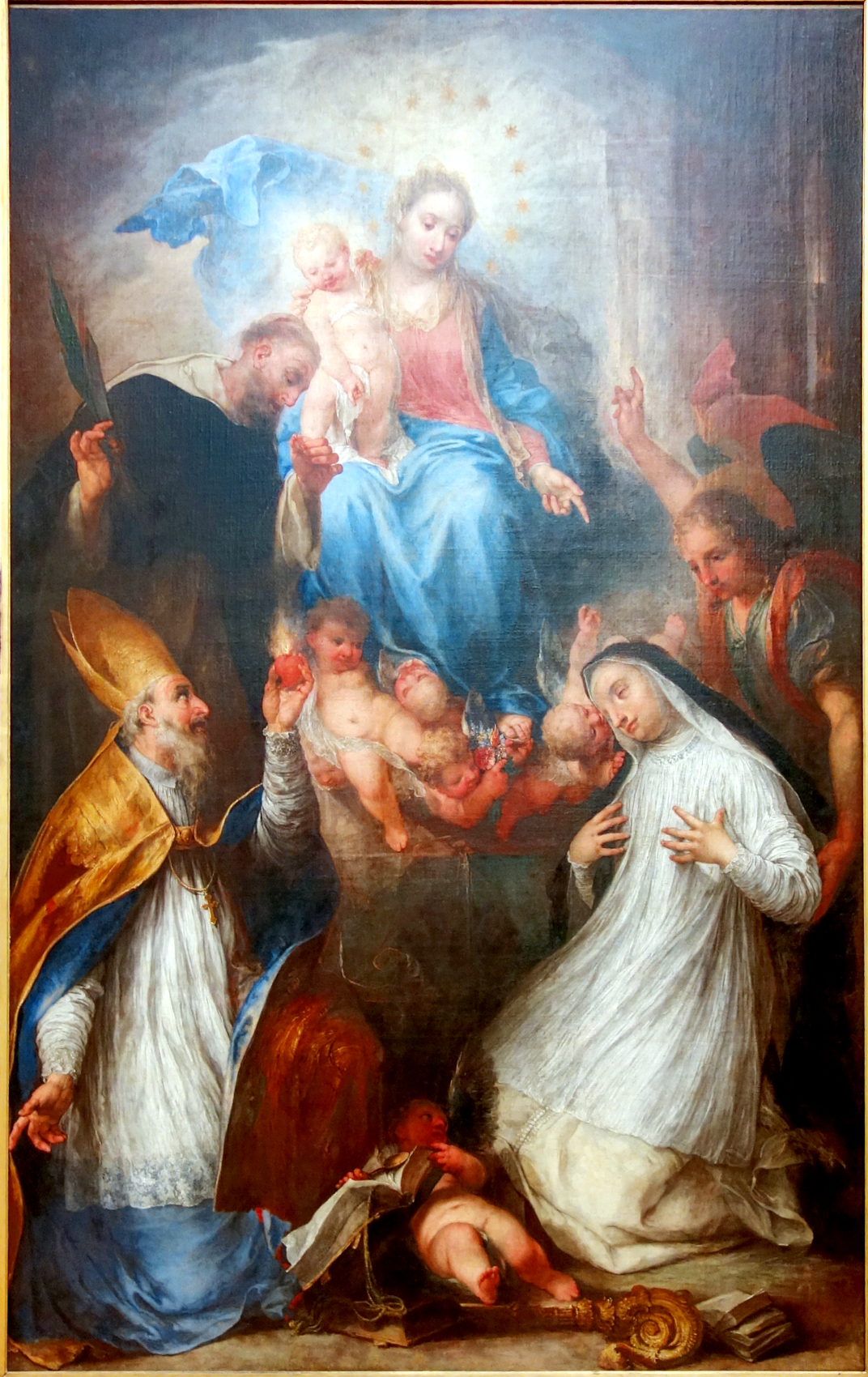
La Vergine col Bambino e i Santi Pietro Martire, Agostino e Caterina, Palais des Beaux-Arts de Lille
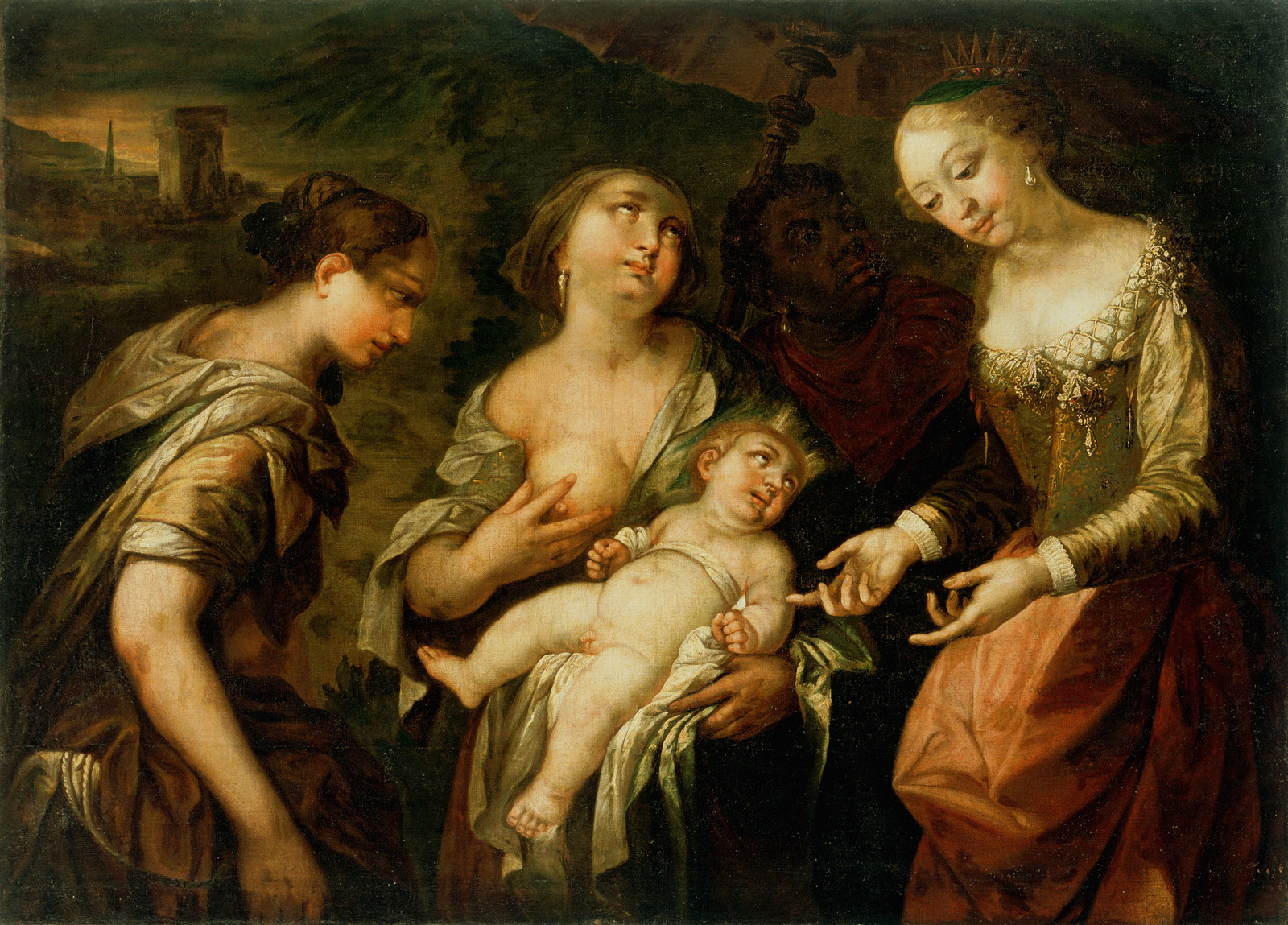
Mosè, Slowenische Nationalgalerie
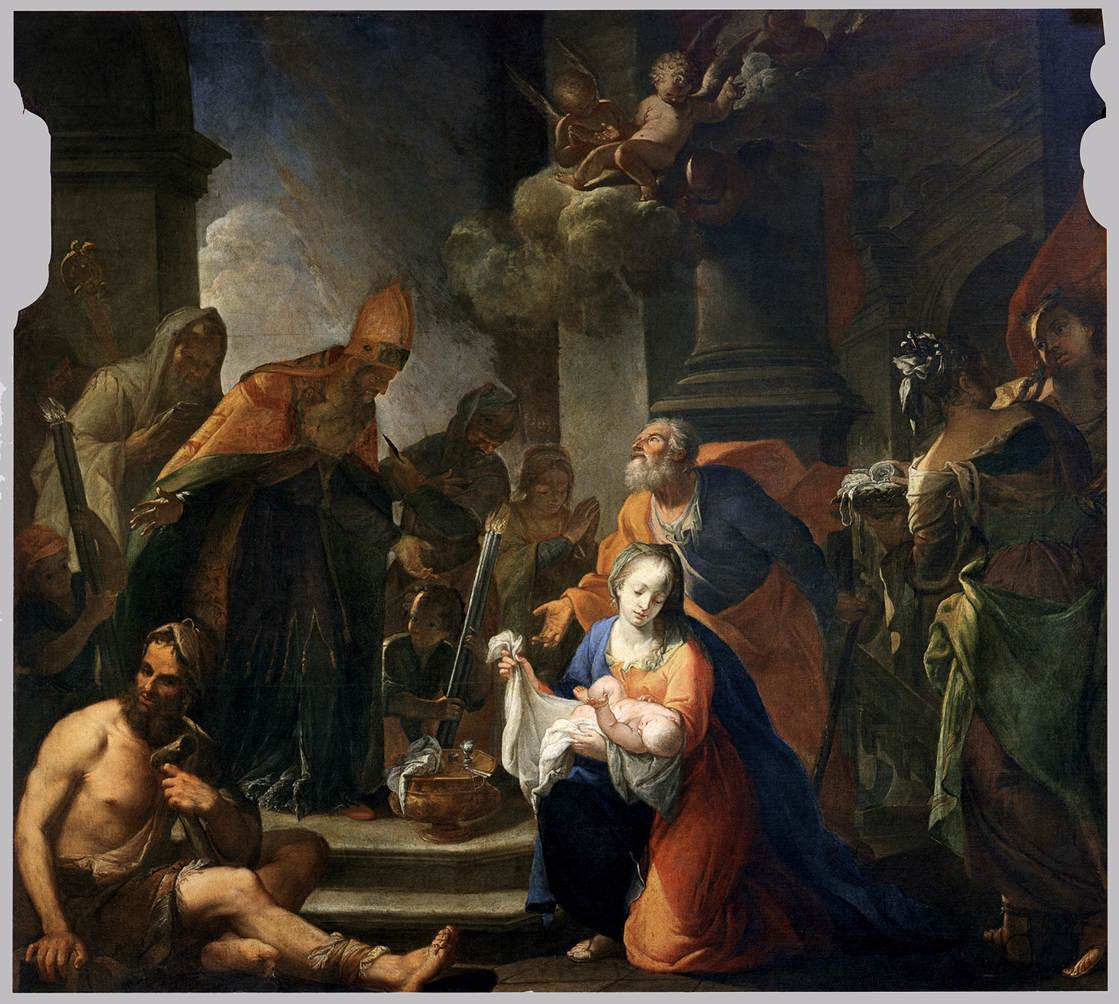
Presentazione di Gesù al tempio, San Zaccaria, Venezia
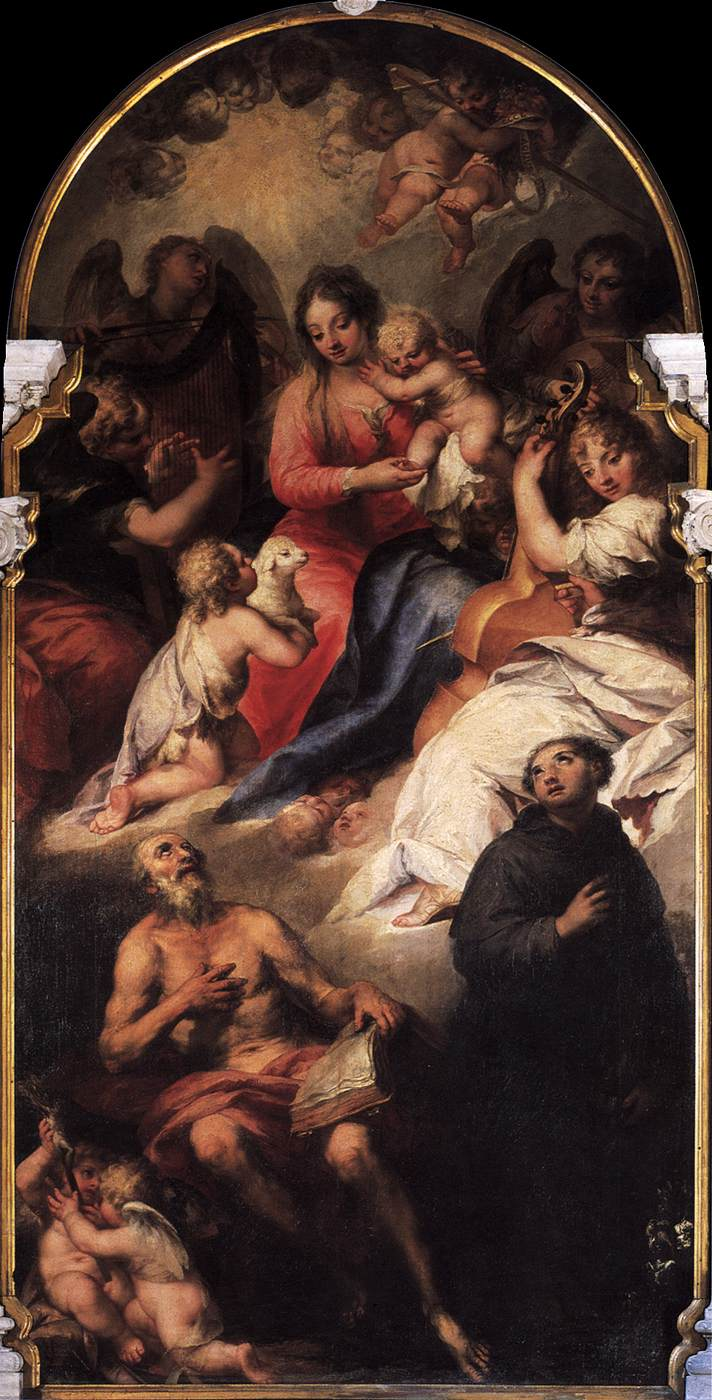
Madonna col Bambino e Santi, Santa Maria dei Derelitti, Venezia
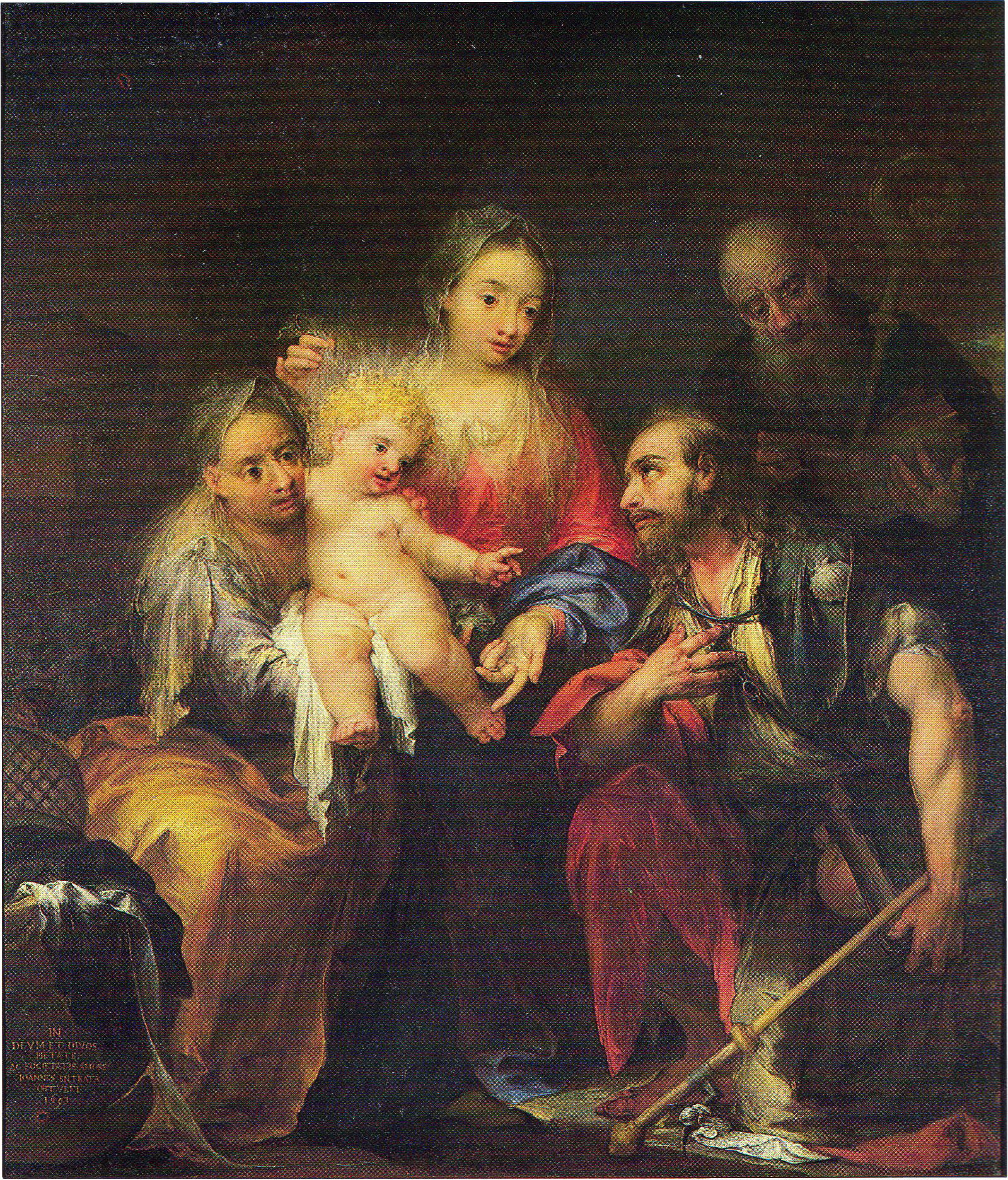
Madonna col Bambino tra i santi Anna, Giacomo e Benedetto, Museo diocesano, Brescia
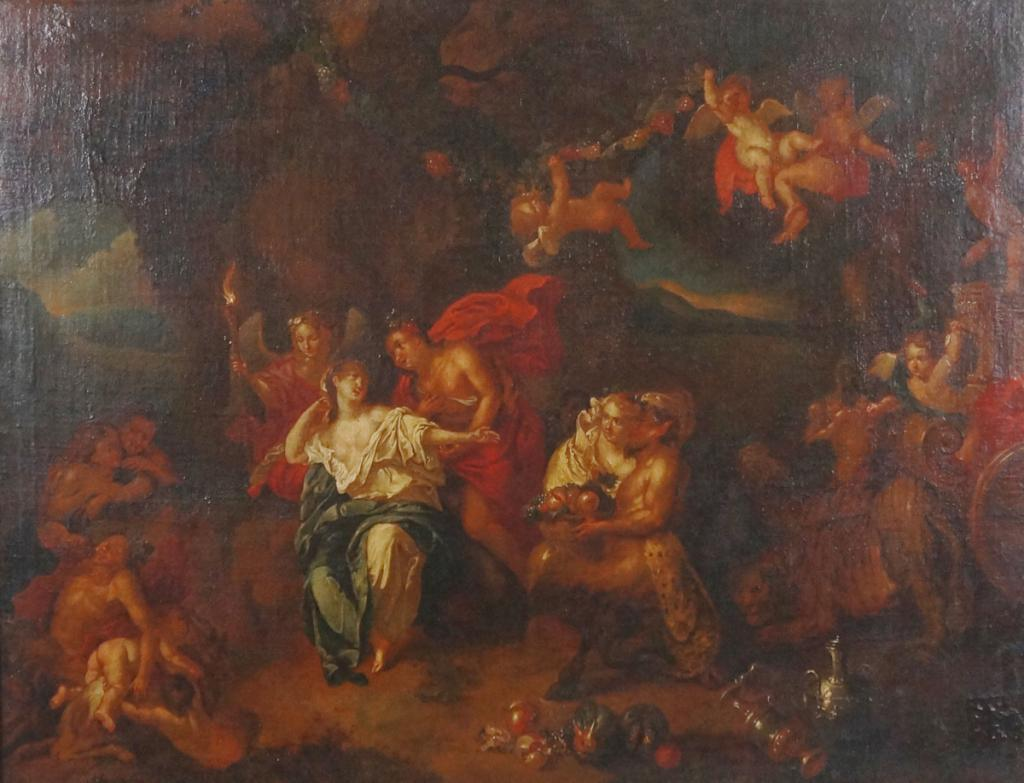
Baccanale, Sammlung des Jockey Clubs von São Paulo
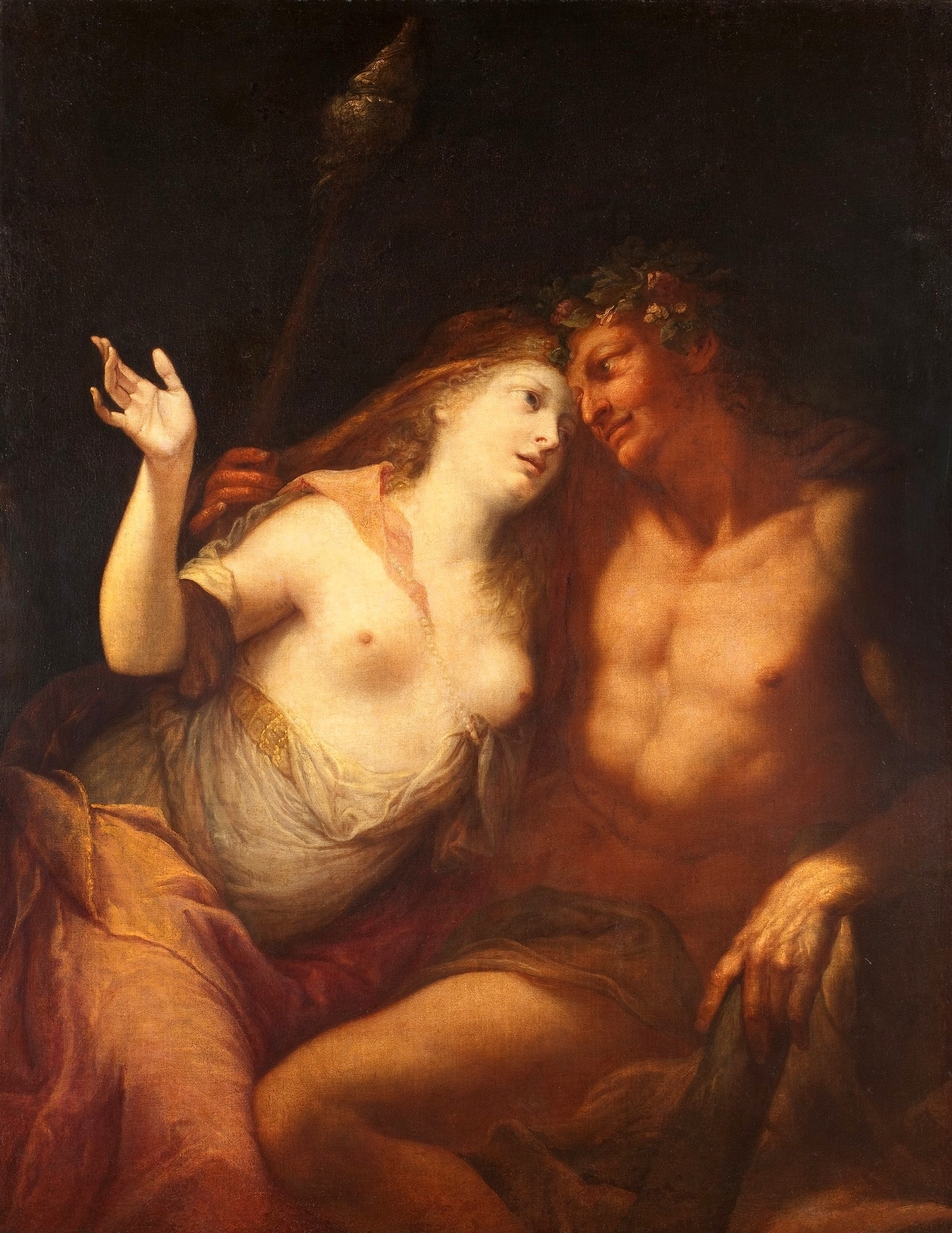
Ercole e Onfale
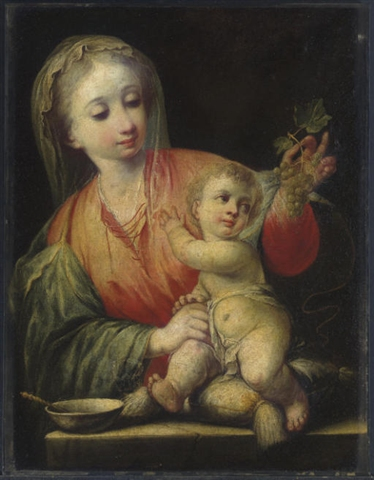
Madonna dell'uva
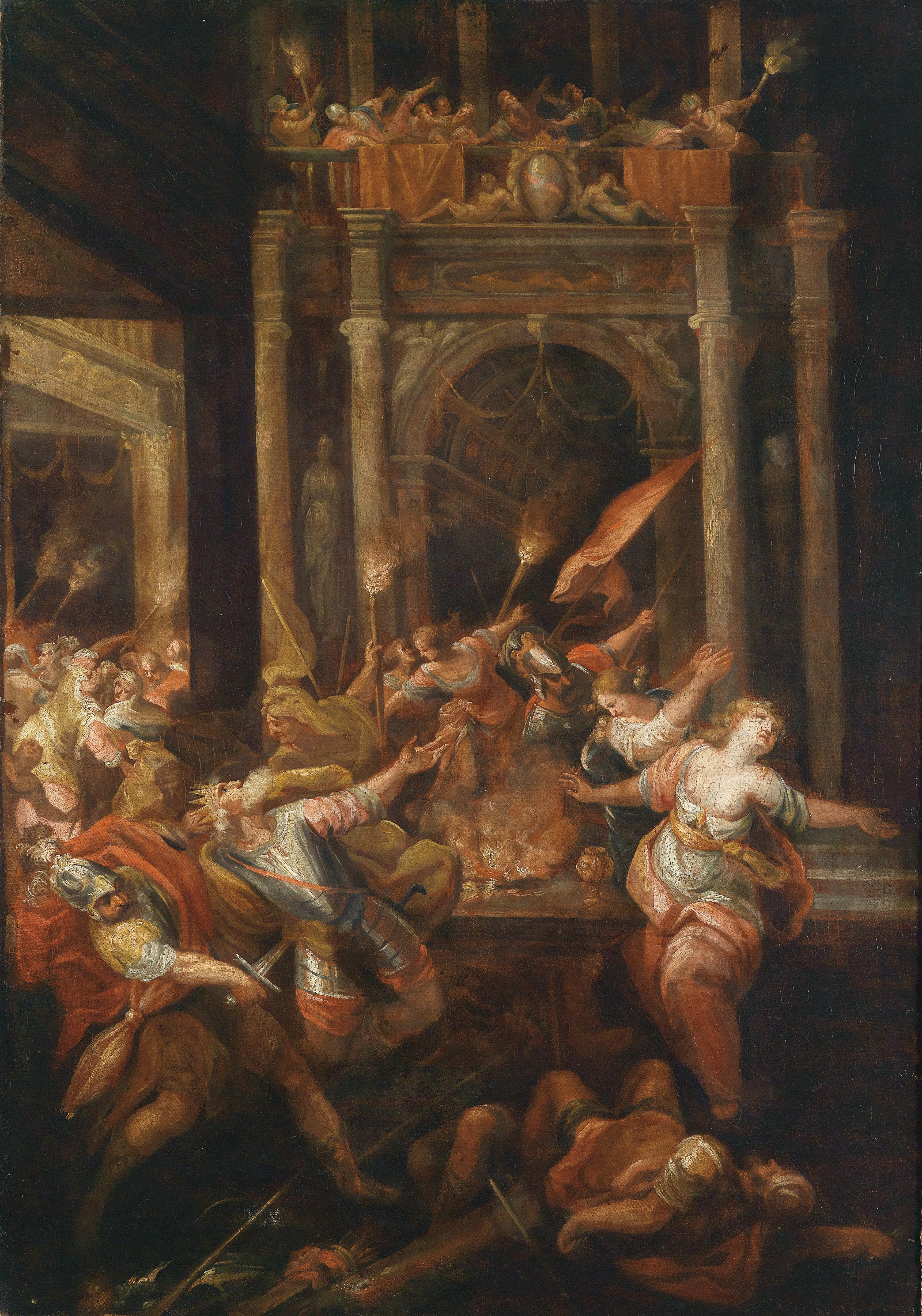
Morte del re Priamo
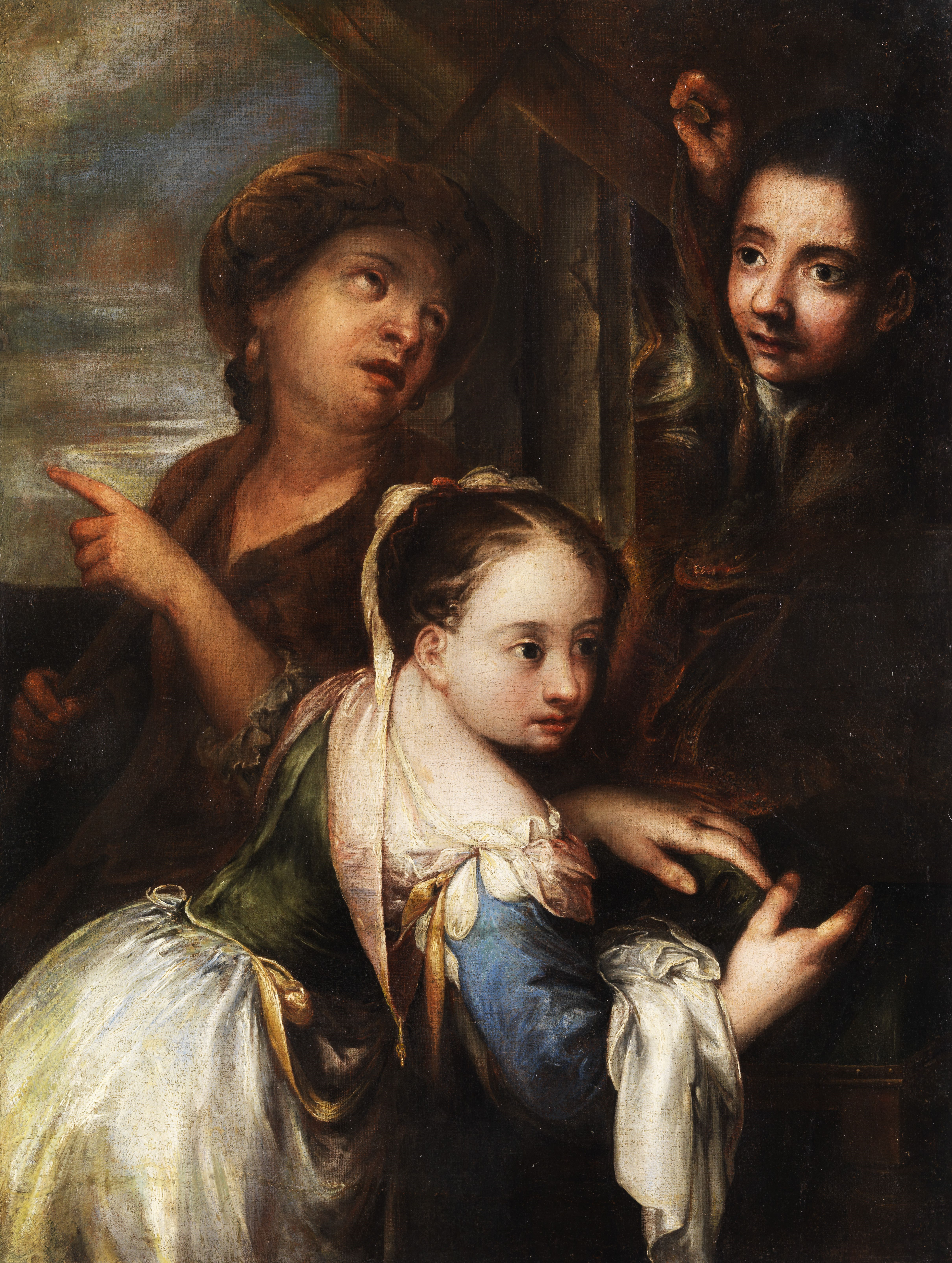
Ragazza con madre e figlio
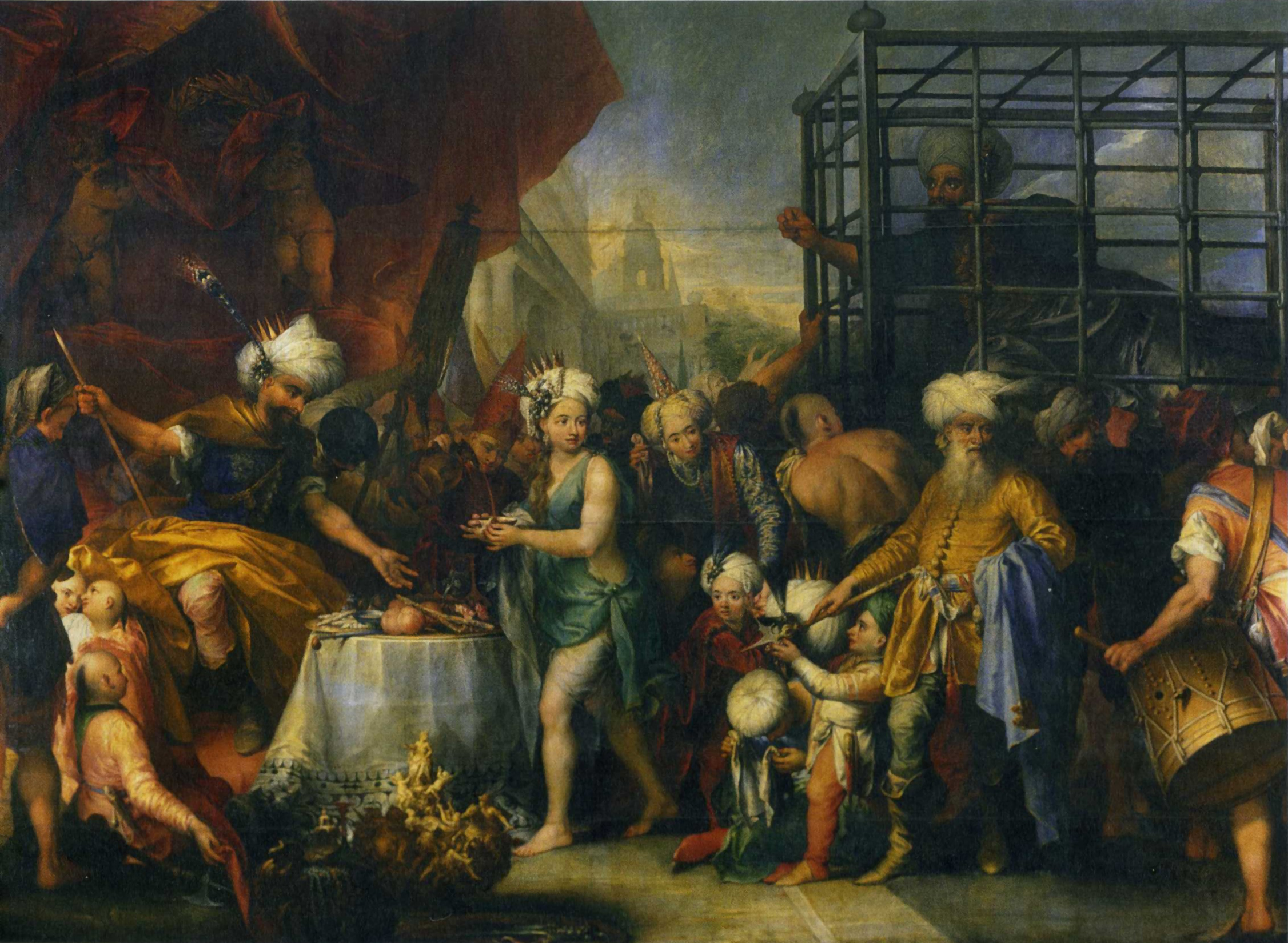
Tamerlan i Bajazet, Stiftung Preußische Schlösser und Gärten
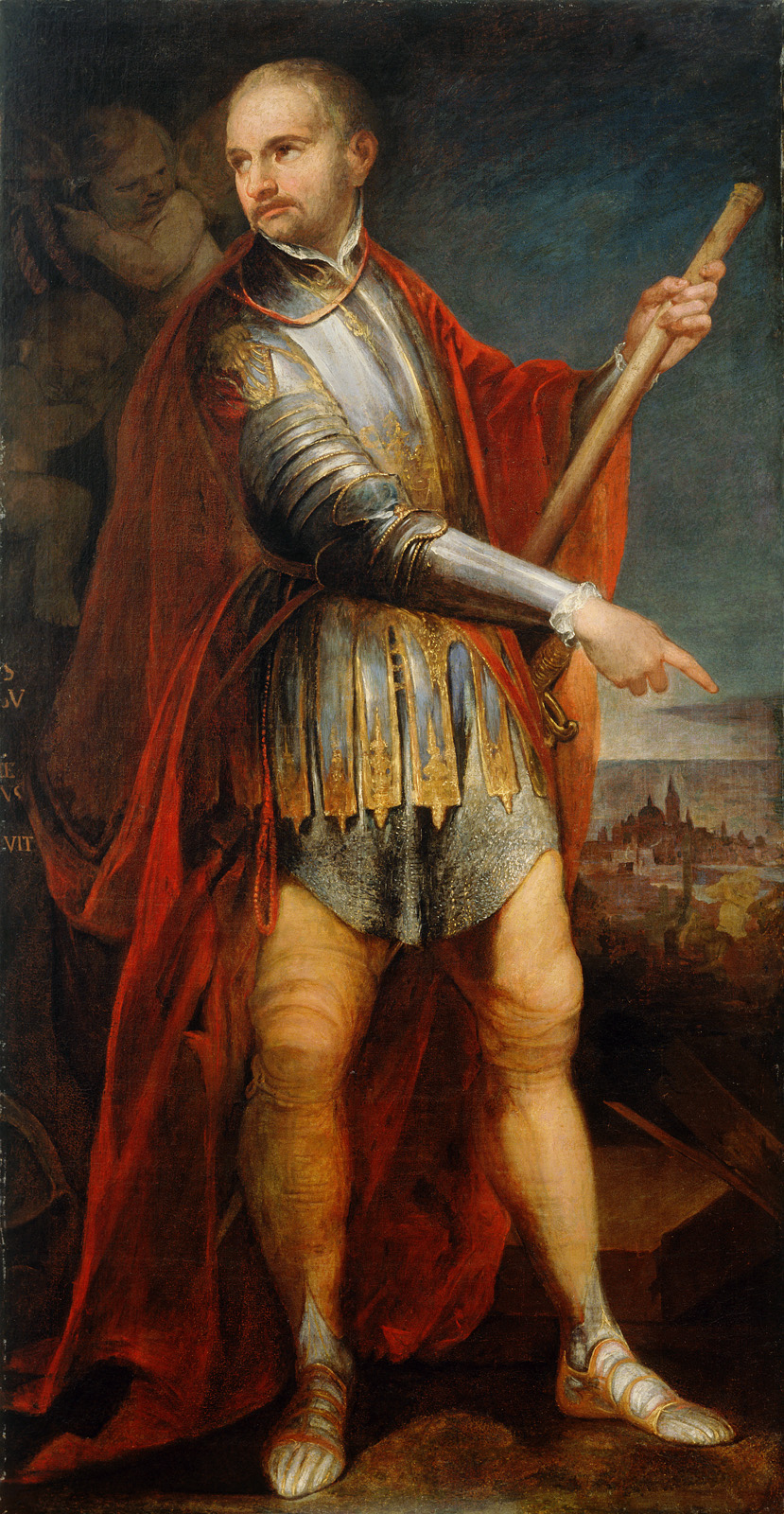
Ritratto di un comandante militare, Slowenische Nationalgalerie
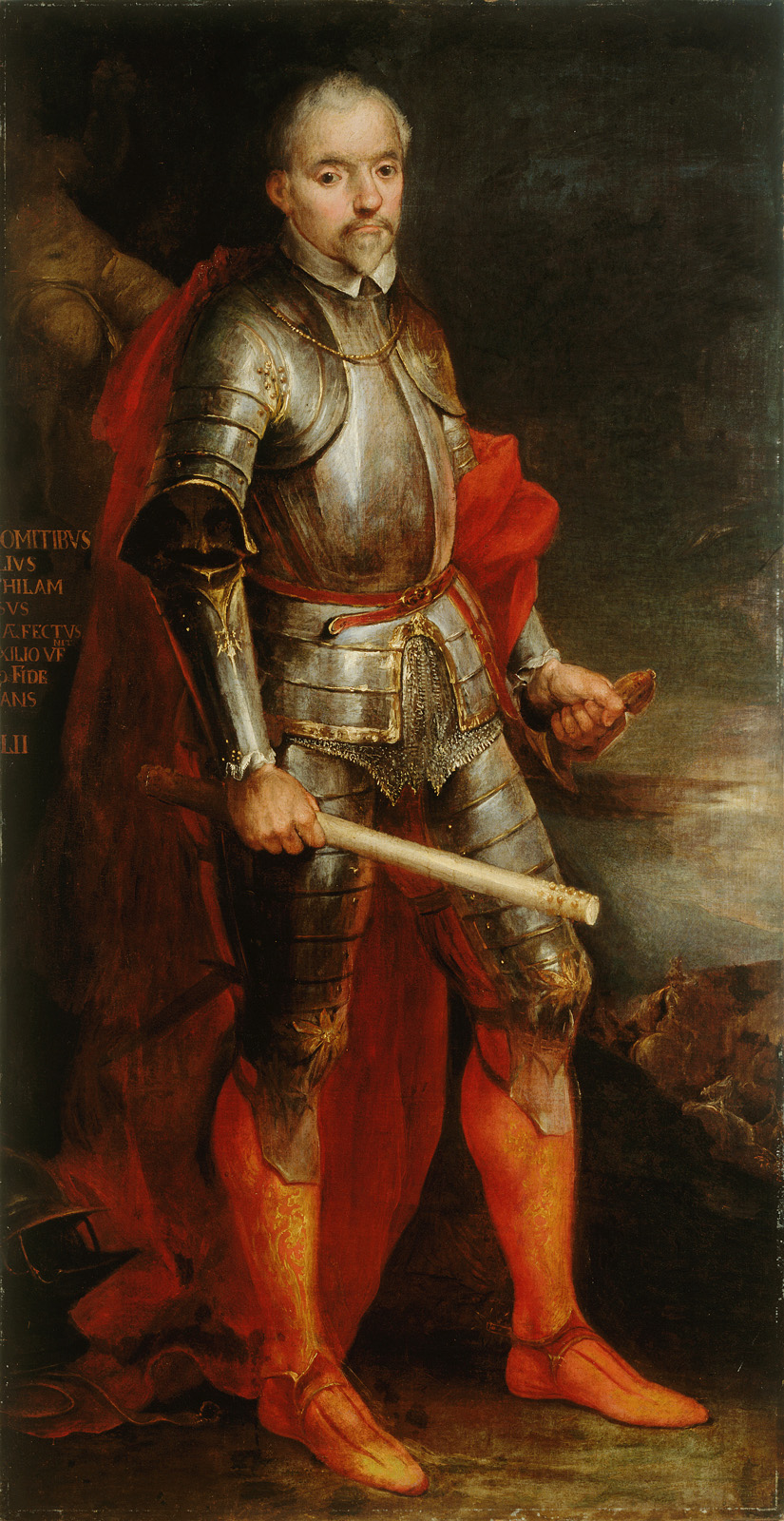
Ritratto di un comandante militare, Slowenische Nationalgalerie
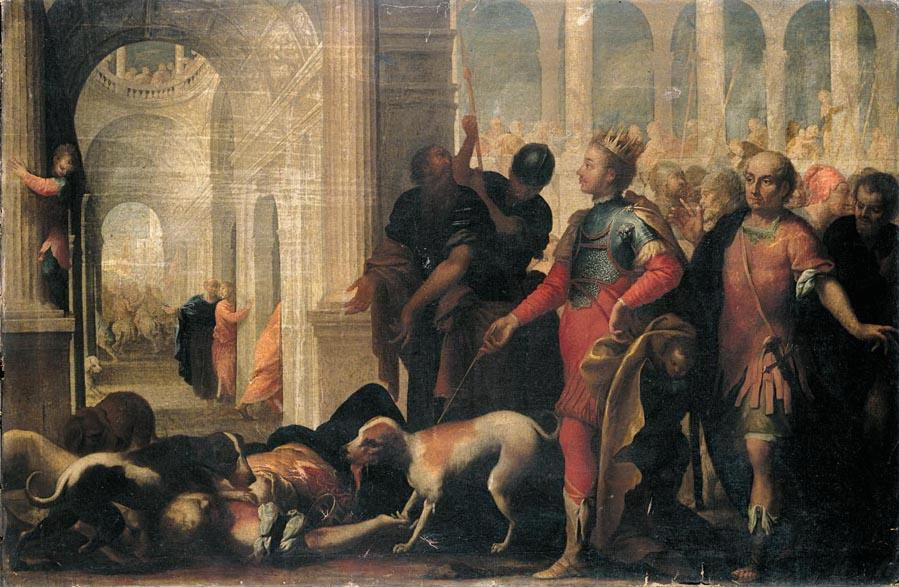
La regina Jezebel è punita da Jehu
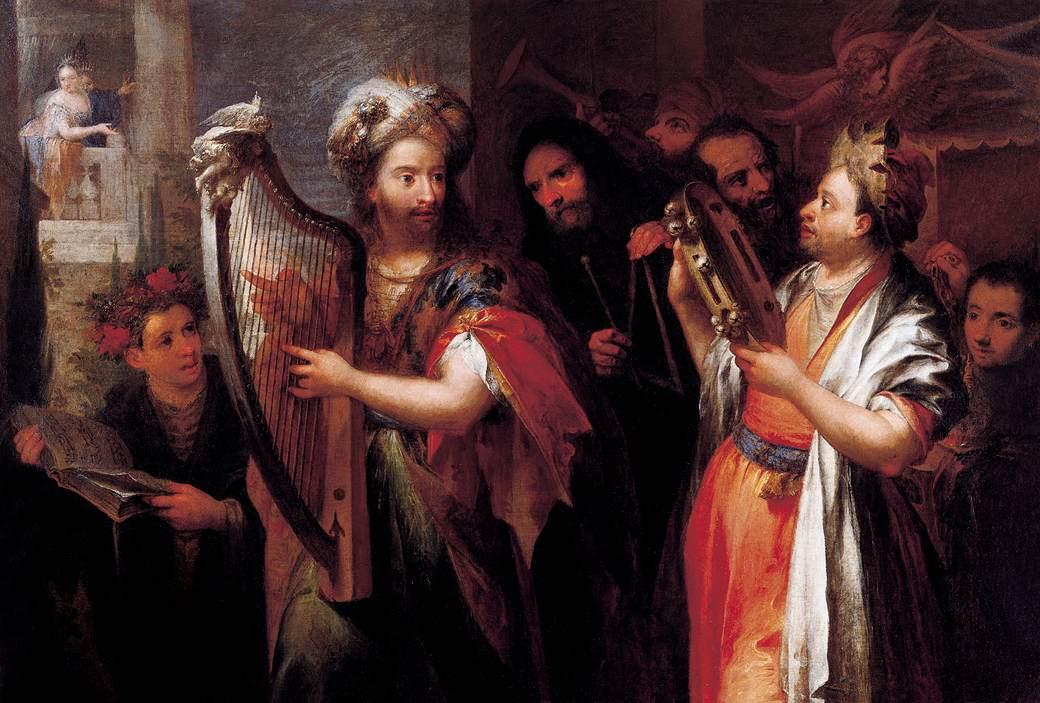
Il re Davide suona l'arpa
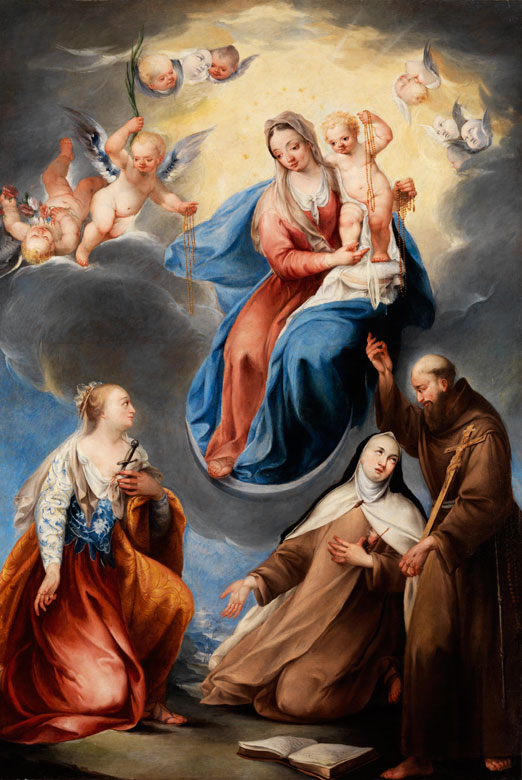
Maria con il Bambino e i santi Giustina, Teresa e Francesco, Hampel-Auctions
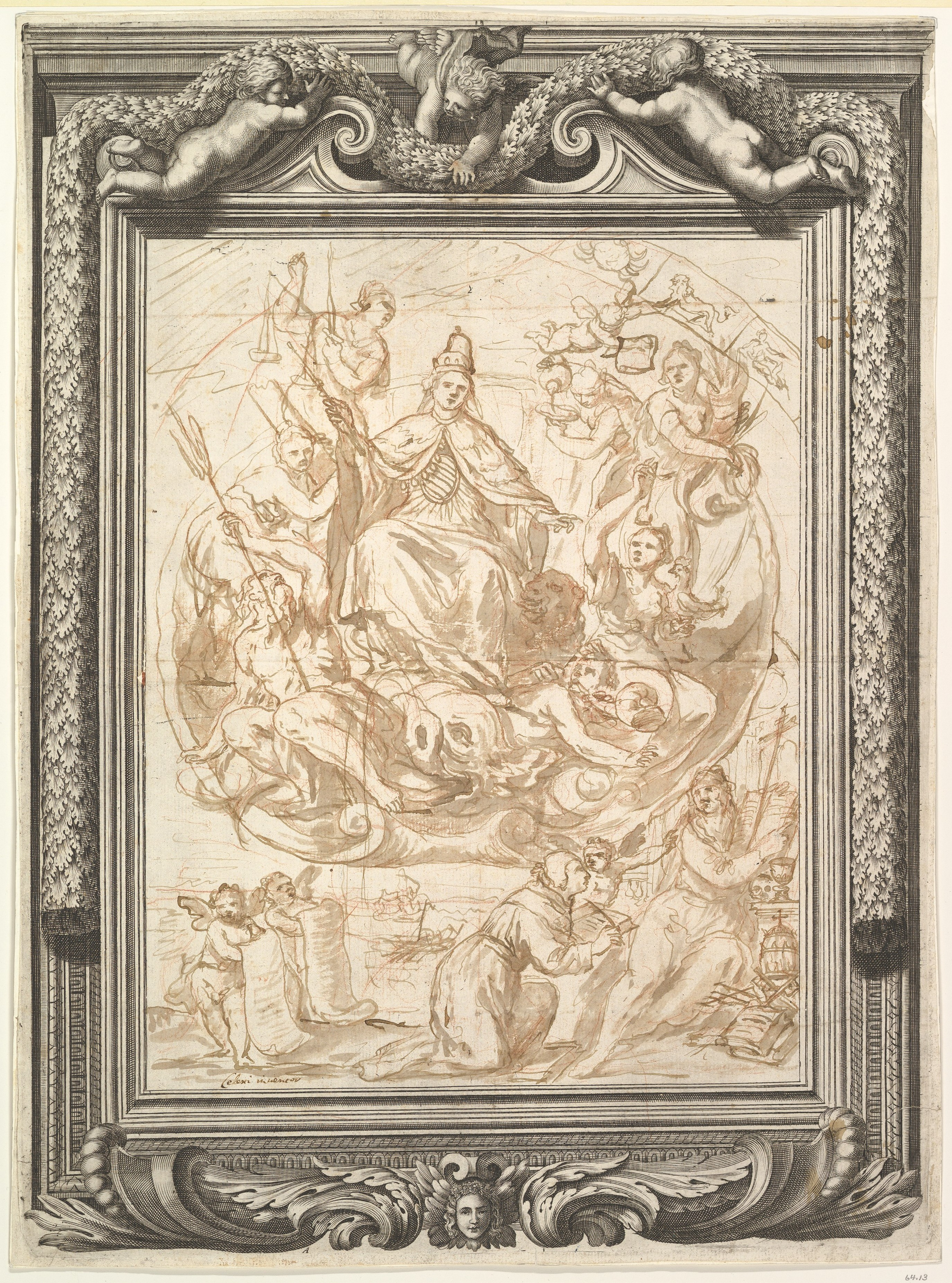
Allegoria del potere di Venezia, Metropolitan Museum of Art
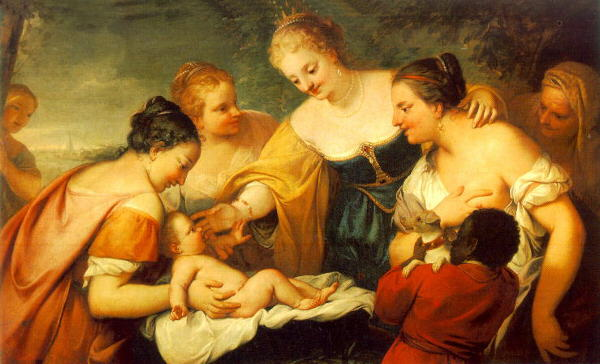
Mosè
Fine della peste, Sala Consiliare di Lonato del Garda.

## Opere
- Ultima comunione di Santa Maria Maddalena, 1690, Duomo di Desenzano del Garda.
- La Maddalena al sepolcro vuoto, 1690, Duomo di Desenzano del Garda.
- L'incontro della Maddalena col Cristo risorto, 1690, Duomo di Desenzano del Garda.
- La resurrezione di Lazzaro, 1690, Duomo di Desenzano del Garda.
- La cena in casa del Fariseo, 1690, Duomo di Desenzano del Garda.
- La resurrezione di Cristo, 1691-92, Duomo di Desenzano del Garda.
- Simboli degli Evangelisti, 1691-92, Duomo di Desenzano del Garda.
- Apostoli, 1691-92, Duomo di Desenzano del Garda.
- Scene di Martirii, 1691-92, Duomo di Desenzano del Garda.
- Nozze mistiche di Santa Caterina d'Alessandria, 1691-92, Duomo di Desenzano del Garda.
- Battesimo di Cristo, 1695, Duomo di Desenzano del Garda.
- San Francesco e Santa Chiara adorano la trinità, 1695, chiesa del monastero di Santa Maria degli Angeli di Capriolo.
- L'Immacolata e i Santi Antonio da Padova, Antonio abate e Fermo, 1696, chiesa di Santo Stefano a Sale di Gussago.
- Santa Teresa ha la visione del Bambin Gesù nel SS Sacramento, 1696-98, Chiesa di San Pietro in Oliveto a Brescia.
- San Domenico di Gesù vittorioso contro l'esercito degli eretici, 1696-98, Chiesa di San Pietro in Oliveto a Brescia.
- Santi Bartolomeo apostolo e Papa Urbano, 1697, Oratorio dei Santi Bartolomeo e Papa Urbano ad Adro.
- Ultima cena, 1697-99, Chiesa della Natività della Vergine a Rudiano.
- San Giuseppe in gloria e i Santi Carlo Borromeo, Filippo Neri, Francesco di Sales e Gaetano da Thiene, 1699-1701, Chiesa dei Santi Pietro e Paolo a Toscolano Maderno.
- La Madonna del Rosario e i Santi Domenico e Caterina, 1699-1701, Chiesa dei Santi Pietro e Paolo a Toscolano Maderno.
- La Vergine Immacolata e i Santi Zenone Apollonio, 1699-1701, Chiesa di San Zenone a Vobarno.
- La Madonna col bambino, San Francesco d'Assisi e il beato Felice da Cantalice, 1699-1703, Chiesa di San Francesco di Muratello a Nave.
- La strage degli innocenti, 1700, Chiesa dei Santi Pietro e Paolo a Toscolano Maderno.
- I Santi Michele Giorgio e Francesco di Sales, 1700-01, nel Duomo di Salò.
- Sant'Alipio stilita e i Santi Domenico e Filippo Neri, 1701, Chiesa di San Nicola a Toscolano Maderno.
- Madonna in gloria e i Santi Giovanni Battista, Lucia e Rocco, Chiesa di San Nicola a Toscolano Maderno.
- La Vergine col Bambino tra i Santi Giuseppe, Francesco, Domenico e Giovannino, 1701-05, Chiesa di San Giovanni Battista di Musaga a Gargnano.
- La Madonna del Carmine e i Santi Gaetano da Thiene e Firmo, 1703-06, Chiesa di San Biagio a Milzano.
- La Vergine col Bambino, l'Arcangelo Raffaele, Sant'Antonio da Padova e un Santo Vescovo, 1700-03, Chiesa di San Pier d'Agrino a Gargnano.
- Maririo di San Lorenzo, 1703, Chiesa di San Lorenzo a Verolanuova.
- San Giorgio libera la principessa, 1703, Chiesa di San Giorgio a Bagolino.
- Natività della Vergine, 1706-07, Chiesa di San Lorenzo a Verolanuova.
- Assunzione di Maria, 1706-07, Chiesa di San Lorenzo a Verolanuova.
- Madonna col Bambino tra i santi Anna, Giacomo e Benedetto, 1693, Museo diocesano di Brescia.
- Mosè Bambino calpesta la corona del faraone, ultimo quarto del XVII secolo, collezione privata, in esposizione presso il Museo Diocesano, Brescia.

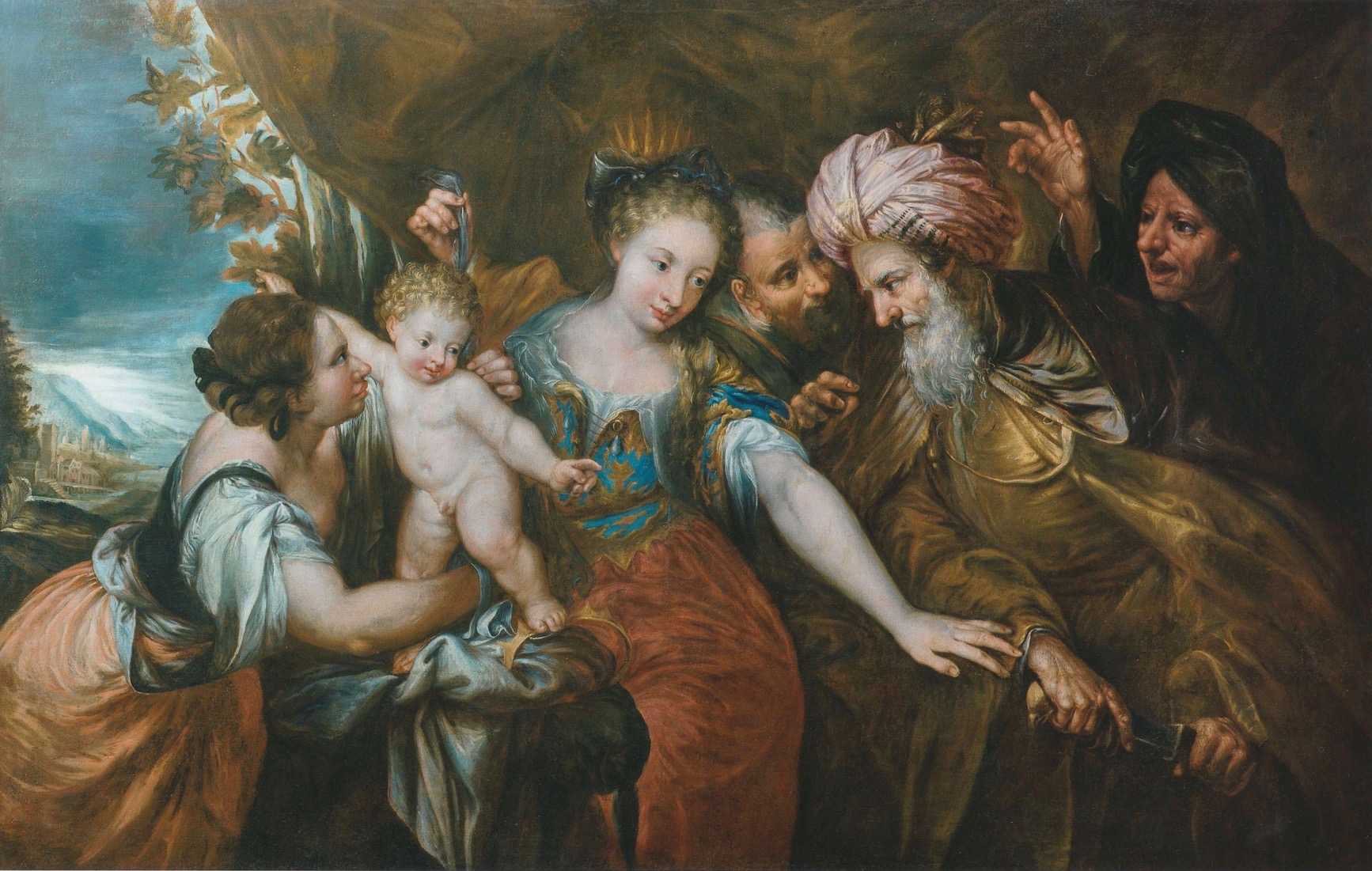
Andrea Celesti, Mosé bambino calpesta la corona del faraone

- Natività, Teatro San Carlino, Brescia